# Route nationale 92 (Estonie)
Pour les articles homonymes, voir Route nationale 92.
La route nationale 92 (Põhimaantee 92) est une route nationale estonienne reliant Tartu à Kilingi-Nõmme. Elle mesure 122,6 km.

## Tracé
- Comté de Tartu
  - Tartu
  - Märja
  - Haage
  - Rõhu
  - Mõisanurme
  - Puhja
  - Väike-Rakke
- Comté de Viljandi
  - Leie
  - Tänassilma
  - Uusna
  - Viiratsi
  - Viljandi
  - Pinska
  - Päri
  - Puiatu
  - Kõpu
- Comté de Pärnu
  - Kanaküla
  - Kilingi-Nõmme